# Joseph Rosset
Pour les articles homonymes, voir Rosset.
Jean François Joseph Rosset, dit le Grand Rosset ou Rosset père, né en 1706 et mort le 3 décembre 1786 à Saint-Claude dans le Haut-Jura français, est un artisan d'art et un sculpteur français.
Il a connu une certaine renommée pour ses divers bustes de Voltaire et des philosophes du XVIIIe siècle. Ses fils ont participé à l’élaboration d'un certain nombre de ces pièces dont l'attribution n'est pas toujours assurée.

## Biographie
Joseph Rosset est issu d'une famille d'artisans-imagiers de Saint-Claude qui depuis plusieurs générations fabriquait des objets-souvenirs pour les pèlerins de l'abbaye de Saint-Oyand de Joux attirés par les reliques des saints Romain et Lupicin, surtout saint Claude, en particulier des statuettes en bois, ivoire ou en albâtre : christs, vierges, saint Joseph, saint Bruno, saint Claude le  « faiseur de miracles ».
Il dirige et développe pendant 60 ans l'atelier familial où il a été formé par son père Jacques-Antoine Rosset dit Rosset-Dupont (1668-1726) dont la production est importante et pas toujours signée : Joseph Rosset travaille en effet avec ses fils ce qui rend difficile l'attribution des pièces. La renommée de l'atelier des Rosset est grande et les commandes d'objets religieux pour les églises se multiplient dans toute la région réorganisée par la création de l'évêché de Saint-Claude en 1742. Néanmoins le protestantisme bien installé dans la proche ville de Genève influence les comportements religieux et la baisse générale de la dévotion dans la deuxième moitié du XVIIIe s. (accentuée plus tard à l'époque révolutionnaire) diminue le nombre de pèlerins et les Rosset saisissent l'occasion offerte par les circonstances pour renouveler leur production et c'est à Voltaire qu'ils doivent cette opportunité.
En effet l'ardent philosophe dans son combat contre « l'infâme », contre la superstition et ses supports religieux, s'intéresse dès 1764 à la situation juridique des serfs de Saint-Claude et soutient l'avocat sanclaudien Christin dans sa défense des mainmortables privés de droit de succession que le chapitre des chanoines refuse d'affranchir. Il entend alors parler des qualités artistiques du sculpteur Joseph Rosset et l'invite en 1765 au Château de Ferney-Voltaire tout proche en lui accordant – c'est une première – l'autorisation de sculpter d'après nature un buste de lui pour répondre à la demande de l'avocat Christin et des Sanclaudiens reconnaissants. Le procès commencé en 1771 se termine cependant en 1777 par la victoire des chanoines et malgré d'autres tentatives, ce n'est que lors de la célèbre nuit du 4 août 1789 que les derniers serfs du royaume deviennent libres.
Le marquis de Vilette le rappelle dans sa notice nécrologique de janvier 1787 : « M. Rosset a fait les premiers bustes de Voltaire qui jusqu'alors n'avait pas consenti à prêter son visage. Subjugué par la bonhomie de cet artiste qu'il connaissait de réputation, il l'accueillit à Ferney ; et je fus le témoin de l'ingénuité avec laquelle Voltaire ôta sa perruque tandis qu'il jouait aux échecs pour lui livrer sa tête. ».  
Un premier buste avec perruque et bonnet est sculpté en 1765 : Voltaire découvre cette première version de son buste le 27 janvier 1766 et fait part de ses réticences : « J'ai vu ce buste d'ivoire […] J'espère que ces pauvres sauvages, étant conduits, feront quelque chose de plus honnête. ».
Une nouvelle réalisation de Joseph Rosset en 1766 va lui donner mieux satisfaction comme il le dit à d'Argental dans une lettre du 11 avril 1767 : . Ce buste sans perruque montre un visage réaliste du philosophe qui a alors plus de 70 ans : le Baron Grimm en donne le 1er avril 1767 la description suivante : « la tête nue, la chemise ouverte sur le sein avec un manteau jeté sur les épaules. Ce buste est de tous les portraits que j’ai vus de notre patriarche le plus ressemblant ; il rappelle parfaitement le jeu de sa physionomie sans charge et sans caricature ».
Joseph Rosset produit ensuite une série de ces bustes avec quelques variantes qui lui valent une renommée nationale que consacre une installation momentanée à Paris en 1771 où il réalise d'autres bustes (Montesquieu, Rousseau, d'Alembert, Henri IV, Sully entre autres) d'après des médailles ou des estampes dont on vend les moulages en albâtre ou en biscuit de porcelaine. Grimm signale dans sa Correspondance en mars 1771 l'intérêt du public pour ses œuvres « à l'air un peu paysan » mais d'une « extrême vérité ».
Il réalise aussi alors un buste de la dauphine Marie-Antoinette d'après une médaille ou une estampe.
Joseph Rosset rentre ensuite en Franche-Comté et jouissant de sa nouvelle célébrité exécute de nombreuses commandes des gens en place qu'il s'agisse de bustes ou de simples tabatières de buis décorées avec l'image de Voltaire, Rousseau, Montesquieu, Henri IV, puis dans le contexte de la guerre d'Amérique de Franklin, de Washington, de La Fayette. En décembre 1775 dans une lettre à Vivant Denon, Voltaire vante la qualité de cette « petite boîte de buis doublée d'écaille, faite dans nos villages » et de l'image de lui qui y figure : « Vous y verrez une posture honnête et décente et une ressemblance parfaite. ».
Ses productions sont nombreuses (elles se confondent parfois avec celles de ses fils) et largement diffusées par des copies et des moulages : le marquis de Vilette note par exemple dans sa notice nécrologique du 4 janvier 1787 qu'« Il est peu de Cabinets d'Amateurs & de Souverains de l'Europe où l'on ne trouve de ses ouvrages. » . On peut voir aujourd'hui ces œuvres dans les musées comme le Louvre, le Metropolitan Museum of Art de New York, le Nationalmuseum de Stockholm ou le Musée des beaux-arts de Dole et dans les catalogues de ventes spécialisées.
L'atelier de Saint-Claude continue aussi la réalisation d'objets religieux à destination locale comme le maître-autel de l'église de l'ancienne Abbaye du Grandvaux dans le département actuel du Jura et sur la commune de Grande-Rivière (anciennement Rivière-Devant). Vestige du prieuré bénédictin dépendant de l'abbaye de saint Oyant depuis 1244, l'édifice est devenue l'église paroissiale d'un vaste secteur au XVIIe s., elle est reconstruite après la Guerre de dix ans achevée au XVIIIe par la construction du clocher à bulbe et divers aménagements intérieurs.
Joseph Rosset jouissait d'une renommée certaine à son époque mais on ne connaît qu'un portrait de lui peint par son fils François-Marie et conservé au Musée de peinture de Besançon : le Portrait du sculpteur en cheveux blancs).

## Œuvres
- Sujets religieux (attributions) :
  - Saint Bruno, en habits monastiques avec capuchon des bénédictins, cathédrale de Saint-Claude.
  - statue de Saint Michel terrassant le dragon, cathédrale de Saint-Claude (la cathédrale Saint-Pierre-Saint-Paul-et-Saint-André a été élevée au rang de cathédrale en 1742 quand est créé l'évêché de Saint-Claude par démembrement des évêchés de Lyon et Besançon et que la structure monastique disparaît au profit d'un chapitre de chanoines).

- Voltaire

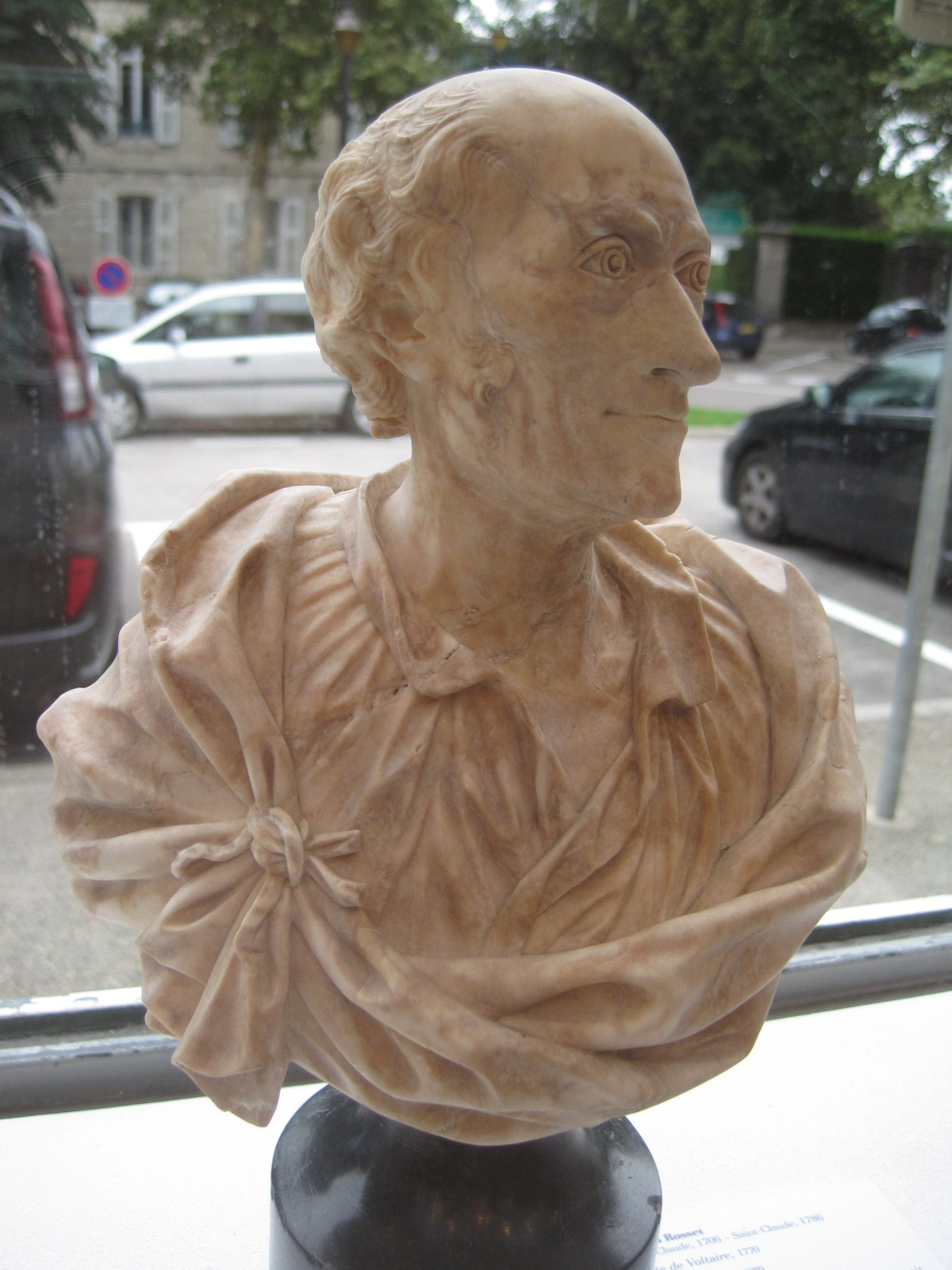
Voltaire (vers 1767) buste en albâtre, musée des beaux-arts de Lons-le-Saunier.

  - Buste réaliste de Voltaire sans perruque dont le Marquis de Villette explique l'originalité (voir supra)[17].
  - Voltaire et les paysans (ou Voltaire secourant les fermiers), bas-relief en terre cuite exposé en 1779 mais évoqué par Grimm en 1771 : « Il a un bas-relief du patriarche conversant avec des laboureurs, qui est très touchant. »[18].
  - Voltaire en pied, tenant un livre (signé “Rosset à St. Claude 1776”. Statuette diffusée dans les années 1780 par la manufacture anglaise Wedgwood[19].

Les représentations de Voltaire ont fait la réputation de Joseph Rosset (et de son atelier) même si cet artiste n'a pas atteint la célébrité de Lemoyne (buste exposé au salon de 1748), de Jean-Baptiste Pigalle (Voltaire Nu, 1776) surtout de Jean-Antoine Houdon (buste de Voltaire sans perruque daté de 1778 ou avec perruque réalisé en 1792).
- Autres bustes :
  - Rousseau (souvent en paire avec Voltaire) [20].
  - Buste de Montesquieu et de sa femme Jeanne Lartigue (Vers 1771).
  - Gaspard de Coligny [21].

- Autres sujets :
  - Figure représentant Apollon Musagète, vers 1740-1760 [22].

## Les fils de Joseph Rosset
Ils ont partagé les activités artistiques de leur père et réalisé des pièces dont l'attribution n'est pas toujours assurée.
- Jacques-Joseph Rosset (1741-1826) qui reprend l'atelier de Saint-Claude à la mort du père.

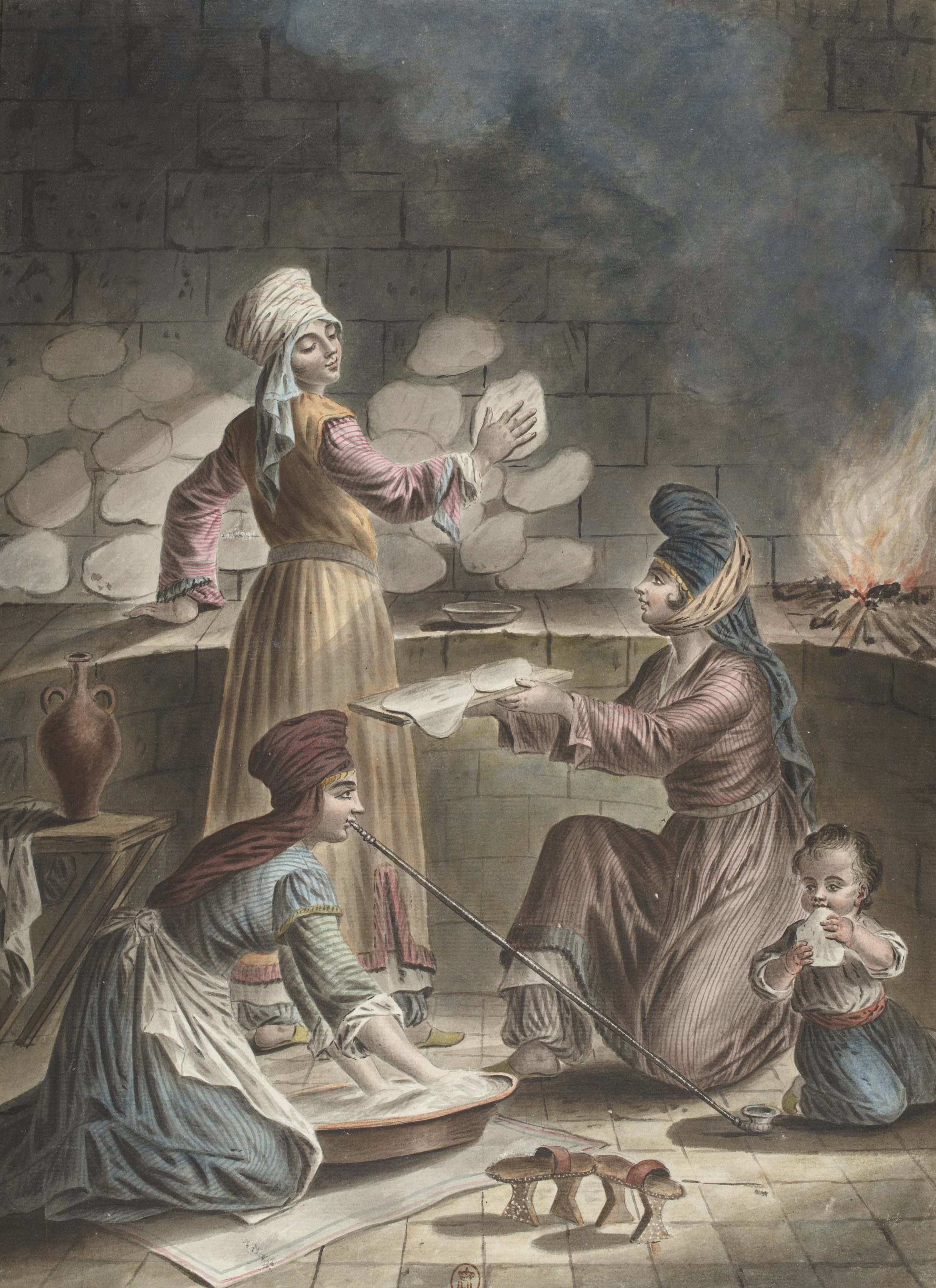
François-Marie Rosset, Femmes turques de Serquin, leur manière de faire leur pain. Syrie (1790), Paris, BnF.

- François-Marie Rosset, dessinateur, peintre et sculpteur (1743-1824) qui s’installera à Dole après être passé par Paris[23]. Installé dans la capitale avec son père en 1771, il entreprend des études sans doute incomplètes et sans brio à l'Académie des beaux-arts (il n'est jamais mentionné parmi les élèves primés signale U. Fischer p 137). Il accompagne l'abbé Joseph de Beauchamp, géographe franc-comtois chargé en 1781 d'une mission scientifique en Asie occidentale. Ce voyage dura plusieurs années et François-Marie Rosset en rapporta un album de 85 planches non numérotées – des aquarelles et plus rarement des dessins à l'encre de Chine – qu'il publia en 1790. Ces gravures intitulées Mœurs et coutumes turques et orientales dessinés dans le pays montrent les costumes des différentes cultures de l'empire ottoman de l'époque (Femmes Druzes moulant du blé, Femmes Turques avec leurs esclaves, Femmes Maronites d'Alep, Juives de Damas) mais aussi plus rarement des vues comme la Mosquée d'Alep, le Bazar d'Antioche ou la Maison du Pacha d'Alexandrette [24].

Il s'installa par la suite à Dole où il fut nommé professeur de dessin dans une « école centrale » (école secondaire, sorte de lycée de petite taille) et continua à réaliser des médaillons de terre cuite, des statuettes comme son père et sur les mêmes sujets comme Henri IV, Sully, Voltaire ou Rousseau ce qui en rend l'attribution incertaine. On lui doit aussi la sculpture qui orne une fontaine de Dole (Fontaine de l'enfant à l'amphore) avec « la statue d'un jeune enfant nu, qui, d'une urne antique penchée sur son épaule, verse l'eau dans un bassin élégant ».
Il peignit aussi quelques tableaux conservés par le musée de Dole  ou au Musée de Besançon comme le portrait de son père.
- Claude-Antoine Rosset (1749-1818 ou 1819), qui ouvrit lui aussi un atelier de sculpteur à Dole[27]. Moins connu que ses frères, on sait cependant qu'il a envoyé une statuette de Rousseau en pied d'une trentaine de centimètres au salon du Louvre en 1793 (Ulysse Fisher).
- Un quatrième fils, Jean-Joseph-Nicolas Rosset, né en 1736, entre dans les ordres et devient, en 1791, vicaire de l’évêque constitutionnel Moïse, puis curé de Pannessières à côté de Lons-le-Saunier en 1796 pour finir curé de Saint-Claude jusqu'à sa mort en 1809[28].

## Exposition
- Les Rosset, une histoire de famille, musée de Dôle, 2001. Catalogue : Un atelier jurassien au temps des Lumières : les Rosset, 119 p.